# ブキャナンレポート
ブキャナンレポートは1963年、イギリスのコーリン・ブキャナン（Colin Buchanan）がまとめた「都市の自動車交通」（Traffic in towns）のこと。自動車と都市の関係、地区交通計画についての古典的な著書になっている。
通過交通のための空間（都市の廊下）と良好な居住空間（居住環境地域、都市の部屋）を明確に分け、道路を主要幹線道路・幹線道路、補助幹線道路・区画道路と段階的に整備することを主張した。主要幹線道路・幹線道路は通過交通のための道路であり、補助幹線道路・区画道路は居住環境地域内の道路である。

## 邦訳
- 都市の自動車交通　イギリスのブキャナン・レポート（鹿島研究所出版会、1965年）